# Euribor
Euro Interbank Offered Rate (Euribor) er en daglig referencerente administreret af European Money Markets Institute. EURIBOR er baseret på de rentesatser for usikrede lån, som banker tilbyder til andre banker inden for Eurozonens pengemarked (eller interbankmarked).